# Света Богородица Одигитрия (Зърновско)
„Света Богородица Одигитрия“ (на албански: Shpella e Shën Marisë) е средновековна православна скална църква край преспанското село Зърновско, Албания.

## Местоположение
Църквата е разположена на няколко километра източно от Зърновско, в местността Висарови ниви на южния бряг на Големото Преспанско езеро, съвсем близо до границата с Гърция. Църквата оформя комплекс заедно с намиращата се под нея скална църква „Света Богородица Платитера“. На 2 km на североизток, на гръцка територия е скалната църква „Света Богородица Елеуса“.

## История
Църквата датира от XIII - XIV век. В нея са запазени ценни оригинални стенописи.
В 2022 година двете църкви са реставрирани с пари на Европейския съюз.